# Ortigueira
Ortigueira es una villa, parroquia y municipio español de la provincia de La Coruña (Galicia).

## Geografía
El municipio de Ortigueira ocupa una superficie de 209,60 km², siendo el más poblado y extenso de toda la comarca de Ortegal.
Limita al norte y noreste con el océano Atlántico, por toda la amplia zona que forma la ría de Ortigueira; al noroeste con el municipio de Cariño, al este con el municipio de Mañón, al sur con los de Somozas y Puentes de García Rodríguez y al oeste con Cerdido y Cedeira.
En su extenso territorio se pueden encontrar paisajes montañosos, como la sierra de Capelada, con montañas como la de Coucepenido, de 572 m s. n. m.; o las sierras de Faladoira y Coriscada, con altitudes superiores a los 600 m s. n. m. En cuanto a paisajes de interés geológico, cabe citar las playas de Espasante, la playa del Picón y los acantilados de Loiba, así como la costa Xuncos, en donde afloran rocas de origen volcánico.

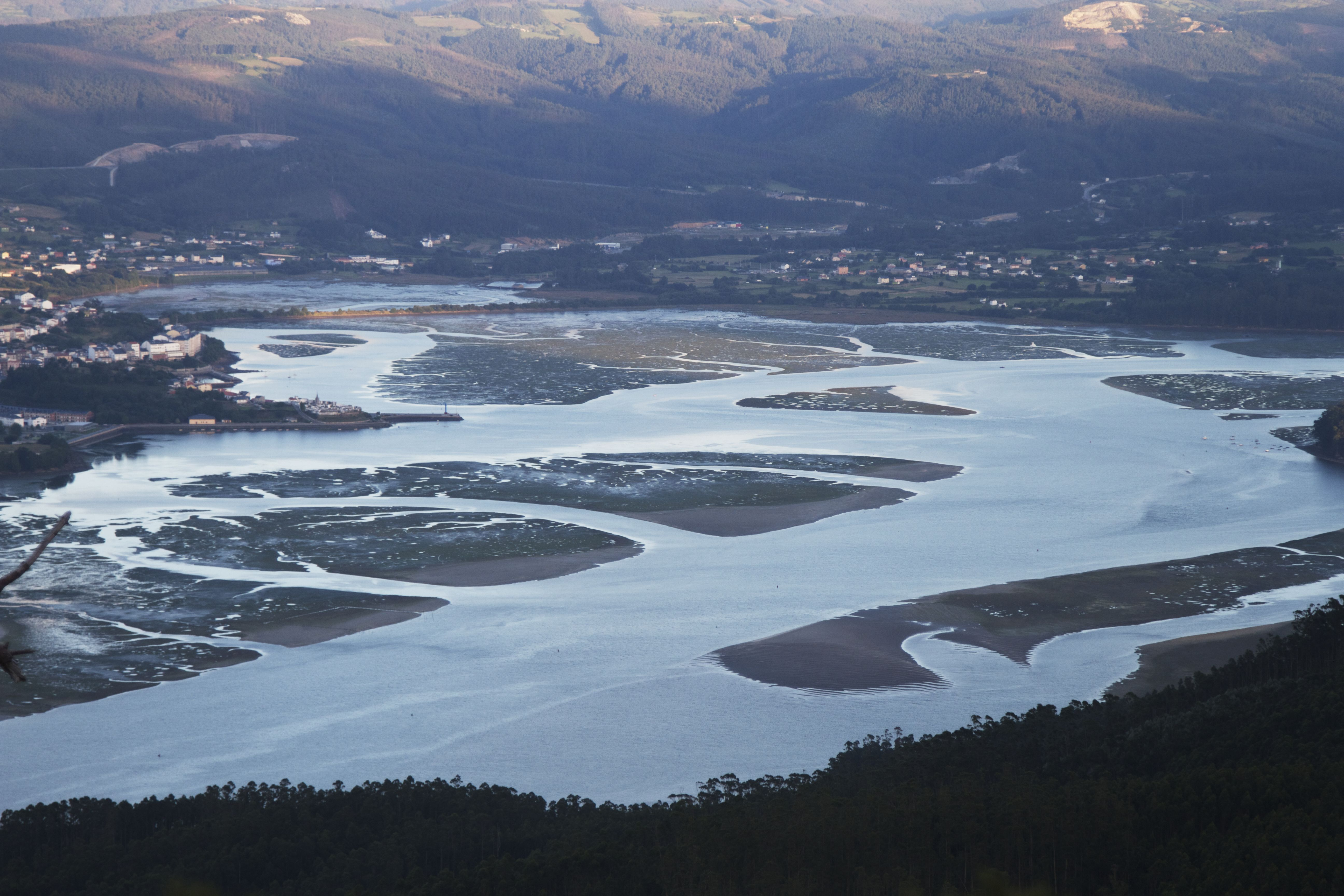
Ría de Ortigueira

La ría de Ortigueira es el accidente geográfico más destacado del municipio. Está encuadrada en las denominadas Rías Altas, ocupando el amplio estuario creado por los ríos Mayor, Baleo y Mera. Este último, mucho más caudaloso y de mayor longitud, sirve de frontera natural con el municipio de Cerdido.
Se trata uno de los humedales más importantes de Galicia y el de mayor extensión de los cinco espacios protegidos por el convenio de Ramsar en Galicia. En él conviven 93 tipos de animales vertebrados (18 considerados de importancia internacional), entre los que hay 68 especies migratorias de aves, 9 especies de mamíferos y 9 especies de anfibios.
Está incluida desde el 9 de marzo de 1990 en el registro de espacios naturales de Galicia y también posee la consideración de zona ZEPA (Zona de especial protección para las aves) y zona LIC (Lugar de importancia comunitaria).
| Noroeste: Cedeira        | Norte: Cariño y Océano Atlántico           | Noreste: Mañón |
| Oeste: Cedeira y Cerdido |                                            | Este: Mañón    |
| Suroeste: Somozas        | Sur: Somozas y Puentes de García Rodríguez | Sureste: Mañón |

## Climatología
Su ubicación geográfica en la zona de confluencia entre el océano Atlántico y el mar Cantábrico hace que su clima sea oceánico húmedo, (tipo Csb de acuerdo con la clasificación climática de Köppen), con temperaturas suaves en verano e invierno, rondando los 14 °C de media anual y una amplitud térmica de 9,6 °C.

Las precipitaciones son abundantes y frecuentes en invierno, con una media anual en torno a los 1400 mm.
| Parámetros climáticos promedio de Ortigueira en el periodo 1976-2003                                                                                             | Parámetros climáticos promedio de Ortigueira en el periodo 1976-2003 | Parámetros climáticos promedio de Ortigueira en el periodo 1976-2003 | Parámetros climáticos promedio de Ortigueira en el periodo 1976-2003 | Parámetros climáticos promedio de Ortigueira en el periodo 1976-2003 | Parámetros climáticos promedio de Ortigueira en el periodo 1976-2003 | Parámetros climáticos promedio de Ortigueira en el periodo 1976-2003 | Parámetros climáticos promedio de Ortigueira en el periodo 1976-2003 | Parámetros climáticos promedio de Ortigueira en el periodo 1976-2003 | Parámetros climáticos promedio de Ortigueira en el periodo 1976-2003 | Parámetros climáticos promedio de Ortigueira en el periodo 1976-2003 | Parámetros climáticos promedio de Ortigueira en el periodo 1976-2003 | Parámetros climáticos promedio de Ortigueira en el periodo 1976-2003 | Parámetros climáticos promedio de Ortigueira en el periodo 1976-2003 |
| Mes | Ene.                                                                 | Feb.                                                                 | Mar.                                                                 | Abr.                                                                 | May.                                                                 | Jun.                                                                 | Jul.                                                                 | Ago.                                                                 | Sep.                                                                 | Oct.                                                                 | Nov.                                                                 | Dic.                                                                 | Anual                                                                |
| --- | -------------------------------------------------------------------- | -------------------------------------------------------------------- | -------------------------------------------------------------------- | -------------------------------------------------------------------- | -------------------------------------------------------------------- | -------------------------------------------------------------------- | -------------------------------------------------------------------- | -------------------------------------------------------------------- | -------------------------------------------------------------------- | -------------------------------------------------------------------- | -------------------------------------------------------------------- | -------------------------------------------------------------------- | -------------------------------------------------------------------- |
| Temp. media (°C) | 9.6                                                                  | 10.0                                                                 | 11.6                                                                 | 12.6                                                                 | 14.6                                                                 | 17.0                                                                 | 18.9                                                                 | 19.3                                                                 | 18.1                                                                 | 15.3                                                                 | 11.9                                                                 | 10.1                                                                 | 14.1                                                                 |
| Precipitación total (mm) | 206.8                                                                | 164.8                                                                | 126.3                                                                | 150.7                                                                | 95.3                                                                 | 61.8                                                                 | 42.5                                                                 | 40.9                                                                 | 72.0                                                                 | 135.7                                                                | 157.5                                                                | 203.3                                                                | 1457.6                                                               |
| Fuente: Ministerio de Agricultura, Alimentación y Medio Ambiente. Datos de precipitación y temperatura para el periodo 1976-2003 en Ortigueira 7 de mayo de 2016 |                                                                      |                                                                      |                                                                      |                                                                      |                                                                      |                                                                      |                                                                      |                                                                      |                                                                      |                                                                      |                                                                      |                                                                      |                                                                      |

## Historia
Existen vestigios arqueológicos que atestiguan la existencia de asentamientos nómadas en la zona en torno al año 35000 a. C. en el año 35000 a. C.

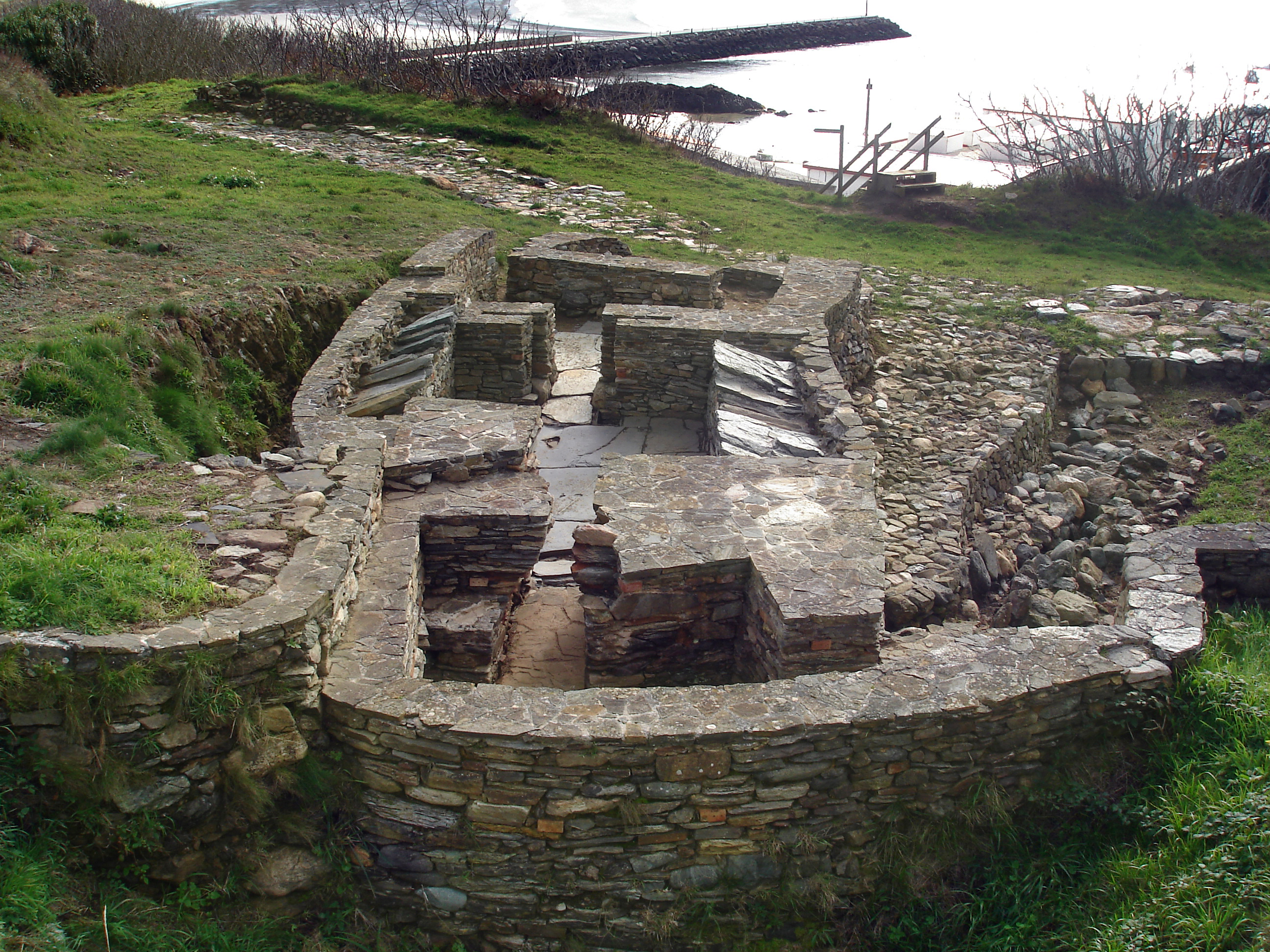
Vista parcial del castro de Punta dos Prados

Se conservan restos del periodo Megalítico, sobre todo en las crestas de las sierras de Capelada, Faladoira y Coriscada. Entre los monumentos megalíticos cuyos restos han pervivido hasta la actualidad, se halla el dolmen de Forno dos mouros, situado en la frontera actual entre los municipios de Ortigueira y Mañón, así como numerosos túmulos, muchos de ellos descubiertos y catalogados durante las décadas de 1930 y 1940 por el arqueólogo e historiador ortegano Federico Maciñeira.
En torno al siglo IX a. C., durante la transición entre la edad de bronce y la edad de hierro, se levantaron en Ortigueira los primeros asentamientos permanentes en forma de castros. De la era de la cultura castreña se conservan los restos del castro de Punta dos prados, situado en la línea de costa de la parroquia de Espasante, en la ribera oriental de la desembocadura de la ría de Ortigueira. Datado en torno al siglo IV a. C., es un recinto fortificado en el que destaca la existencia de una edificación de planta semicircular, que era utilizada para baños de vapor rituales.
 

Según el historiador romano Plinio el Viejo (siglo I), en esta zona habitaban los arronis o arriones, cuyo territorio fue llamado Arrós.

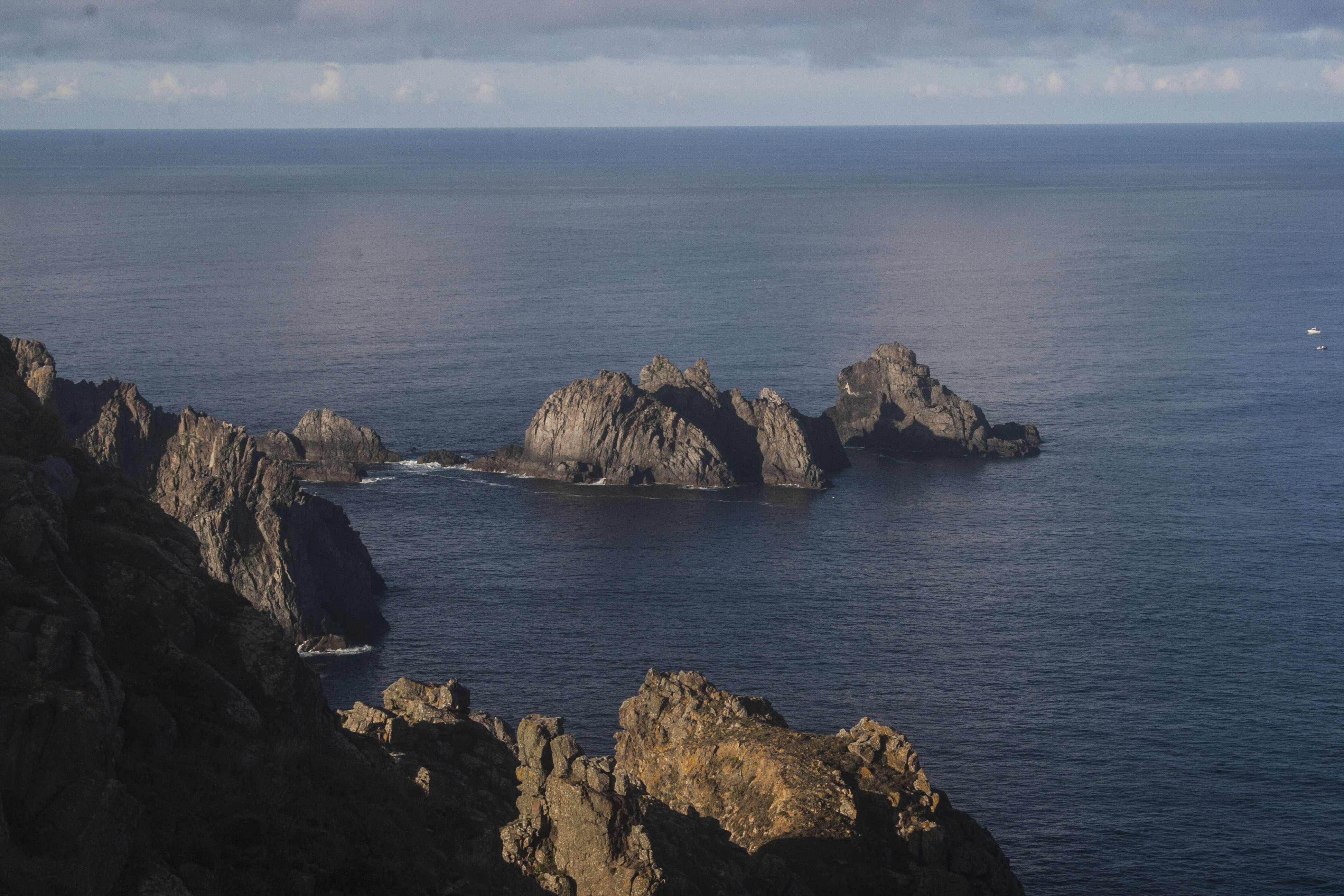
Os tres aguillóns

Ptolomeo (siglo II) denominó a este territorio como "Lapatiancorum" o "Trileuco", tres bancos, en posible referencia a los tres picos rocosos, denominados aguillóns, situados al este del Cabo Ortegal y que figuran en el actual escudo del ayuntamiento.
El nombre Ortigaria aparece en la Edad Media en una relación de tierras incluidas en el condado de los Montenegro, uno de los once que entonces constituían Galicia. En torno al año 929 el monarca Alfonso IV de León puso las tierras de "Orticaria" bajo el mando de uno de sus sobrinos, Gutierre Menéndez,, padre de San Rosendo. Bajo el reinado de Fernando III, Rey de Castilla y León, en el año 1235, el territorio de Ortigueira formaba parte del Condado de Trastámara, regido por el conde Rodrigo Gómez de Traba. En la Edad Media Ortigueira obtuvo el título de Villa durante el reinado de Alfonso X -el Sabio-, que le concedió el fuero de Benavente el 20 de septiembre de 1245. En él dispuso la construcción de un puerto y se le concedió la celebración de una feria anual. El 15 de noviembre de 1442 Ortigueira se convierte en condado por Real Merced de Juan II de Castilla, siendo nombrado conde Diego Pérez Sarmiento, a la sazón Adelantado y justicia mayor de Galicia, señor de Ribadavia y Ortigueira. 
Durante este periodo se construyeron las murallas defensivas de la villa, el puerto y los almacenes de sal, infraestructuras que impulsaron la economía local.
Desde el año 1480, siguiendo las directrices del Estado Moderno impuesto por los Reyes Católicos, el condado quedó integrado como comarca de la provincia de Betanzos; una de las siete que conformaban el Reino de Galicia en el Antiguo Régimen. El 30 de noviembre de 1833 se aprobó el real decreto impulsado por Javier de Burgos que estableció la división territorial de España por provincias. Este decreto suprimió las provincias de Betanzos, Santiago, Mondoñedo y Tuy, creó las actuales cuatro provincias gallegas y encuadró al municipio de Ortigueira dentro de la provincia de La Coruña.
En el plano de la administración local, aún en aquellos casos en los que se trataba de condados históricamente reconocidos, el nuevo estado liberal intentó la unidad administrativa y la división de dichos poderes. Con la nueva división provincial de 1833 se consolidaron también las nacientes entidades municipales que a lo largo de las décadas subsiguientes sufrieron una serie de transformaciones que afectaron a toda la comarca de Ortegal, con el surgimiento en 1836 de los nuevos ayuntamientos de Couzadoiro, Freires y Veiga, desmembrados todos ellos del de Ortigueira, que continuó su propia existencia junto a los referidos municipios hasta el año 1850 en el que se integraron de nuevo en el municipio de Ortigueira. En 1988 se produjo la segregación de las cinco parroquias que constituyeron el nuevo municipio de Cariño.
En la segunda mitad del siglo XIX se construyó, en el edificio del ayuntamiento (antiguo convento de Dominicos, abandonado en 1835 con las leyes de exclautración) también el Teatro de la Beneficencia y se diseñó el paseo de la Alameda.

## Organización territorial
El municipio está formado por 791 entidades de población distribuidas en veintidós parroquias:
- Barbos (San Xulián)
- Céltigos (San Xulián)
- Couzadoiro (San Cristóbal)[30][32]
- Cuíña (Santiago)
- Devesos (San Sebastián)
- Espasante (San Juan)[30]
- Freires[32] (San Pablo)[30][33]
- Insua (San Juan)[30]
- Ladrido (Santa Eulalia)[30][33]
- Loiba (San Julián)[34]
- Luama (San Martiño)
- Luhia[32]
- Mosteiro[32](San Juan)[35]
- Nieves[32]
- Ortigueira (Santa Marta)
- San Claudio (Santa María)
- San Salvador de Couzadoiro
- Santa María de Mera[32][33]
- Santiago de Mera[32][33]
- Senra (San Julián)[36]
- Veiga (San Adrián)[30][33]
- Yermo[32]

## Geografía humana

### Demografía
Cuenta con una población de 5418 habitantes (INE 2024).
| Gráfica de evolución demográfica de Ortigueira entre 1842 y 2024 |
| |
| Población de derecho según los censos de población del INE Población de hecho según los censos de población del INEEn estos censos se denominaba Ortigueira, Santa Marta de: 1842 Entre el censo de 1857 y el anterior, crece el término del municipio porque incorpora a 155000 (Conzadoiro), 155001 (Freires) y 155002 (Veiga, San Adriano da) Entre el censo de 1991 y el anterior, disminuye el término del municipio porque independiza a 15901 (Cariño) |

### Parroquia y villa
Gráfica demográfica del núcleo principal.
| Gráfica de evolución demográfica de Ortigueira (núcleo principal) entre 2000 y 2022 |
|                                                                                     |
| Datos según el nomenclátor publicado por el INE.                                    |

## Edificios históricos
El exconvento de Santo Domingo, cuya construcción comenzó en 1302, es uno de los edificios más representativos de la villa. Fue abandonado por los monjes en 1835 debido a la orden de Exclaustración dictada por el gobierno, previa a la desamortización de Mendizabal. Acoge en la actualidad, y desde mediados del xix, a la iglesia parroquial, la sede del gobierno municipal y el Teatro de la Beneficencia, construido en 1850 y que cuenta con frescos realizados en el año 1892 por Vicente Martínez Laxe, que fueron sometidas a una profunda restauración durante la década de 1990.

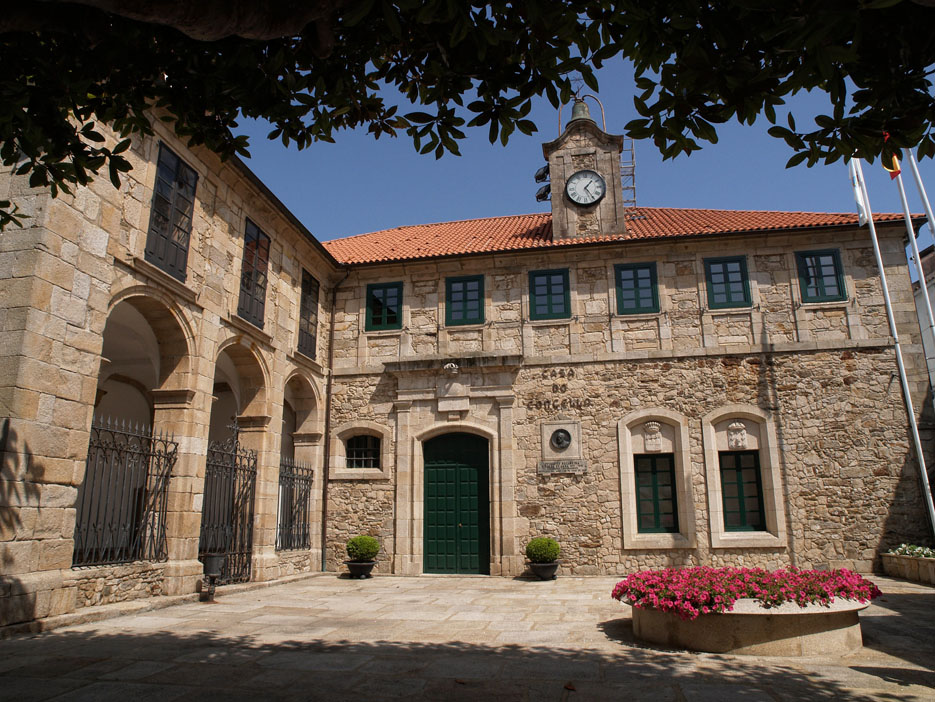
Ayuntamiento de Ortigueira

Otros construcciones históricas del municipio son el grupo escolar, construido en 1909 con diseño del arquitecto modernista Julio Galán y que hoy es la sede de la biblioteca municipal "Juan Fernández Latorre" y del Archivo municipal; el cobertizo del antiguo mercado de la plaza de Isabel II, construido en 1917, y la iglesia parroquial, que se trasladó en 1848 desde la existente en el barrio del Ponto a la antigua iglesia conventual.
Asimismo existen varias casonas y palacetes indianos, construidos por los emigrados en América (sobre todo en Cuba y Argentina) a finales del siglo XIX y comienzos del siglo XX.

De entre los pazos, destacan el de Brandariz, que perteneció a los Ponce de León y donde la escritora Elena Quiroga ambientó su novela Viento del Norte, con la que ganó el Premio Nadal del año 1950; el de Riomayor (Senra), de los Barreiros (San Claudio), de Rasamente o del Plantío (Espasante), O Souto (Mera) y Abasteira (Senra).

En el antiguo edificio del Casino Ortegano (construido en 1925) se encontraba hasta 2017 la sede de la Fundación Ortegalia,, hoy extinguida.
En la parroquia de San Adrián de Veiga se encuentra el castillo del Casón, datado en la alta Edad Media y del que apenas se conservan sus restos.

## Cultura
La presencia de la actividad cultural en Ortigueira ha sido y es muy notable. El escritor Manuel López Foxo da cuenta de un ramillete de personas ligadas a la vida cultural de Ortigueira: Federico Maciñeira y Pardo de Lama, Ramón Armada Teijeiro, Julio Dávila, Leandro Pita Romero, Benigno Teijeiro Martínez o Álvaro Cunqueiro. Sobre este último cabe decir que vivió apenas unos meses en Ortigueira. Llegó pocos meses después de iniciarse la Guerra Civil desde su Mondoñedo natal para trabajar en la academia de bachillerato Santa Marta que dirigía el reverendo Jesús Márquez Cortiñas. Integrado en la Falange local, fue el director del periódico falangista local Era Azul, que comenzó a publicarse en noviembre de 1936. Vivió en Ortigueira hasta abril de 1937; durante ese periodo prologó el libro de poemas del presbítero Daniel Pernas Nieto (natural de Abadín, cerca de Mondoñedo), Fala d'as musas, aparecido en diciembre de 1936, y que tiene la característica de ser el primer libro editado en gallego en Galicia tras la sublevación franquista. En mayo de 1937 se trasladó a Vigo para colaborar en el diario El Pueblo Gallego.
Entre los años 1888 y 1916 nacieron varios periódicos locales como O Faro de Ortegal, la Revista Ortegana, El Condado de Ortigueira, El Faro de Veiga y La Voz de Ortigueira, lo que indica una época de esplendor de la villa durante aquellos años, para lo que fue clave la existencia de la imprenta Fojo, fundada a finales del siglo XIX en la que se imprimían todas esas publicaciones, e incluso otras.. Un libro editado en 2017 recoge buena parte de esta labor empresarial, cultural, periodística e incluso política de la familia Fojo, desde el pionero, el empresario e impresor David Fojo Díaz, su hijo Jesús Fojo Díaz (1896-1969), su nieto David Fojo Salgueiro (1917-1995) y su bisnieta María del Carmen Fojo Bouza, todos ellos editores o directores del semanario La Voz de Ortigueira, que desde 1916 sigue publicándose hoy día.
En 2015, el ayuntamiento nombró, a propuesta del entonces alcalde, Rafael Girón, y por unanimidad de la corporación, al historiador Carlos Breixo como Cronista Oficial. Breixo, que es coautor de una Historia de Ortiguiera, publicada en 1999.
En 1999, Narciso Luaces, agricultor jubilado de la parroquia de Freires, promovió junto con su esposa, Herminio Cobelo, el Museo Etnográfico de Meixido, en el que reunió unas 4000 piezas. Desde 2020, tras el fallecimiento de Luaces, el museo está cerrado y pendiente de que alguna institución conserve su legado.

### Festival Internacional do Mundo Celta
En Ortigueira se celebra anualmente desde 1978 el Festival Internacional do Mundo Celta. Promovido y gestionado inicialmente por la Escola de Gaitas de Ortigueira, a mediados de los años 80 del pasado siglo XX se suspendió por ser incapaz la Escola de asumir los retos económicos de envergadura que representaba su organización, con decenas de músicos llegados de Irlanda, Escocia, Gales, Bretaña, etc., a los que había que pagar viajes en avión y estancia. Por ello, desde finales de los años 80 pasó a ser gestionado por el 
Ayuntamiento de Ortigueira. La fecha de celebración habitual es el segundo fin de semana del mes de julio. En la actualidad el festival cambió su nombre oficial por el de Festival de Ortigueira, acogiendo música de tipo folk ajenas a los límites iniciales de los países celtas. El Festival de Ortigueira, está declarado Fiesta de Interés Turístico Internacional desde el año 2005.

### Escuela de Gaitas de Ortigueira
Fundada en el año 1975 por Xabier Garrote, la Escola de Gaitas de Ortigueira fue pionera entre las bandas de gaitas modernas de Galicia, ya que tradicionalmente los gaiteros (gaiteiros en gallego) solían animar romerías y fiestas populares en grupos pequeños de menos de cinco integrantes y la Escola de Gaitas de Ortigueira, integrada por más de 40 intérpretes, estableció por primera vez un método y disciplina de enseñanza que no solo se limita a las técnicas de interpretación instrumentales, sino que incluye también la coreografía y la coordinación del grupo para realizar los pasacalles vestidos con el traje tradicional.

Sus integrantes tuvieron un papel determinante en la organización y celebración de las primeras ediciones del Festival de Ortigueira y ha sido invitada a numerosos festivales españoles y europeos, habiendo desfilado por las calles de Nueva York durante la celebración del día de San Patricio del año 2015.

### Banda de Música de Ortigueira
La existencia de bandas o grupos musicales en Ortigueira se remonta a mediados del siglo XIX, siendo la primera de ellas la agrupación musical Apolo, fundadas en los años 60 por Florentino Castiñeiras, organista de la parroquia y sastre de profesión. Desde entonces ha habido una gran tradición musical de bandas de música (Banda Garrote, Banda Rebollar) con momentos a lo largo del siglo XX en que coexistieron en el municipio hasta tres bandas de música. La actual banda de música es una asociación cultural que tiene su sede en las mismas instalaciones que la Escola de Música Concello de Ortigueira.

### Escuela de Música de Ortigueira
La Escuela de Música Concello de Ortigueira empezó su andadura el 10 de octubre del año 2000. Se trata de una institución municipal, fundamental para el mantenimiento de la tradición musical ortegana y para nutrir de componentes a la banda de música. Tiene su sede en el edificio de la calle Reverendo Cortiñas. Su director es Carlos Diéguez Beltrán.[cita requerida]

### Coral Polifónica Ortegana
Se trata de una entidad privada formada por voces masculinas y femeninas que realiza regularmente conciertos en Ortigueira, en su comarca y en otras partes de España.[cita requerida]

### Asociación Terras do Ortegal
Es una entidad fundada en 2014, que nace con el objetivo de promover trabajos y difundir la historia y la cultura de la comarca geográfica del Ortegal, esto es, la que comprende los municipios de Cariño, Cedeira, Cerdido, Mañón y Ortigueira.
Con esa vocación comarcal, ha publicado ya once números: n.º 1 (2014), n.º 2 (2015),  n.º 3 (2016), n.º 4 (2017), n.º 5 (2018), n.º 6 (2019), n.º 7 (2020), n.º 8 (2021), n.º 9 (2022), 10 (2023) y 11 (2025) de Terras do Ortegal, revista de estudios locais, una publicación de carácter anual y formato libro, de unas 300-400 páginas por volumen, que se distribuye en librerías de la zona y está alcanzando un notable interés y nivel de calidad. La revista no cuenta con subvenciones oficiales, y se sostiene por la venta en librerías y por el apoyo de los socios de la asociación. En la revista escriben autores del mundo académico, investigadores, profesionales y estudiosos en general del mundo de la Cultura y el patrimonio de la comarca. Cada número está compuesto por unos 15 artículos dedicados a temas variados: historia, arqueología, etnografía, memoria histórica, educación, toponimia, pesca... Desde el n.º 2, cada ejemplar incluye un dosier específico -bien geográfico o temático- que incluye 4-5 artículos, conformando una revista semimonográfica. En el n.º 6, el dosier estaba dedicado al concello de Cedeira, en el n.º 7, al concello de Cerdido, el n.º 8 a la localidad de Espasante, el n.º 9 a la literatura en el Ortegal, el 10 al Mundo do mar y el 11 (2024) al Xeoparque de Cabo Ortegal, reconocido como tal por la UNesco en 2023.
Debido al éxito en la venta y al apoyo de un creciente número de personas asociadas, que en 2022 alcanzó la cifra del centenar, desde 2018 la asociación ha impulsado la publicación de libros de creación, y sobre todo de ensayo, de autores de la comarca. El último libro publicado es Cogomelos da comarca do Ortegal, publicado a finales de 2022,, cuyo autor es el micólogo Luis Cuba.

### Belén artístico de Camilo Díaz Baliño
La iglesia de Santa Marta atesora una joya artística que en 2024 cumplió 100 años. Se trata del belén que el pintor y escenógrafo Camilo Dïaz Baliño (ferrolano pero cuyo padre, Germán, era de Ortigueira) confeccionó para la congregación apostólica Hijas de María de la parroquia santamartesa en 1924. La originalidad de este nacimiento —que solo se expone, como. es habitual, en las fiestas navideñas— es que se trata de una estructura en forma de escenario, una especie de teatrillo a la italiana, con tres niveles que marcan la profundidad de lo expuesto, con figuras de la época de su creación, con origen en el taller de Olot El Arte Cristiano. Al ser sometido a montaje y desmontaje anual, el conjunto, formado por telas, gasas y listones de madera, muestra un deterioro importante, que unido al ataque de insectos xilófagos hacen urgente su restauración.

## Geoparque de Cabo Ortegal
Desde 2015, aproximadamente, entre siete ayuntamientos de las comarcas de Ortegal y Ferrolterra (Cariño, Cedeira, Cerdido, Moeche, Ortigueira, San Saturnino y Valdoviño), se puso en marcha la candidatura del Geoparque de Cabo Ortegal, para reconocer la importancia del complejo geológico de cabo Ortegal, que se extiende por los 7 municipios citados, más el de Somozas, que se excluyó de la iniciativa. A finales de 2022 el Consejo de Geoparques de la Unesco propuso la aprobación del Geoparque de cabo Ortegal como geoparque mundial de la Unesco, que fue ratificado a mediados de 2023 por el Comité Ejecutivo de la Unesco. A mediados de 2024 la entidad gestora del Xeoparque convocó 2 puestos de trabajo, uno para la gerencia y otro de técnico en Geología, un proceso de selección que a finales de febrero de 2025 aún no había finalizado.
Los geoparques mundiales de la Unesco son territorios que basándose en realidades geológicas de importancia internacional (ese es uno de los requisitos fundamentales) promueven un desarrollo sustentable. La calificación de geoparque es una marca de calidad que no implica restricciones legales, forestales, mineras, o de otro tipo, y puede suponer la recepción de ayudas públicas.. Es una iniciativa estratégica para el desarrollo de una zona que presenta una acusada crisis demográfica e industrial.

## Celebraciones

### Fiestas de Santa María Magdalena
El barrio de la Magdalena está conformado en torno a la capilla de la Magdalena, antaño en las afueras de la villa, si bien hoy forma parte de su casco urbano, si bien está formado por apenas una calle, con edificaciones a ambos lados. La capilla de la Magdalena formaba parte de un antiguo y modesto lazareto u hospital de lacerados (razón por la cual se hallaba en las afueras de la localidad), hoy desaparecido.[cita requerida]
Las fiestas se celebran en el barrio de la Magdalena entre el 21 y el 23 de julio. El día principal es el 22 de julio, cuando a las doce del mediodía parte de la iglesia de Santa Marta la procesión de Santa María Magdalena, acompañada por la Escola de gaitas de Ortigueira hasta la capilla que se encuentra en su barrio. La tradición cuenta que Santa Marta invita a su hermana Santa María Magdalena a las fiestas Patronales de la villa que se celebran una semana después.

### Fiestas del Pilar
Las fiestas se celebran en el barrio de la Preguiza entre el 10 y el 13 de octubre. El día principal es el día 12 de octubre. La razón de estas fiestas es que en este barrio está ubicado desde la década de 1940 el cuartel de la Guardia Civil, cuya patrona es la Virgen del Pilar.

### Fiestas patronales
Se celebran cada año en honor a Santa Marta, cuya festividad es el 29 de julio. La importancia de estas fiestas parece descollar a principios del siglo XX, siendo antes más importantes otras fiestas religiosas, como el Corpus o el Rosario (patrona del antiguo convento de Dominicos de la villa)
La patrona del municipio, Santa Marta, recibe su homenaje entre los días 27 de julio y 1 de agosto. Se trata de unos festejos de marcado carácter popular. Procesiones, desfiles de bandas de música y verbenas con orquestas llenan de vida las calles de la Villa. Las comisiones anuales para la organización de las mismas, procuran que cada día de la última semana del mes de julio se realicen actividades festivas y de ocio, como también suelen ser exposiciones, competiciones, conferencias, representaciones teatrales, interpretaciones corales, actuaciones de sus bandas y escuelas municipales, organización de procesiones en coordinación con la parroquia local; entre ellas destacan las de la propia Santa Marta cada 29 de julio, la de Santa María Magdalena unos días antes y la ya tradicional procesión de la Virgen de la Caridad del Cobre, Patrona de Cuba y cuya imagen fue un regalo de los emigrantes orteganos en La Habana en el año 1955.
En el marco de dichas celebraciones han sido invitados, con actuaciones memorables Julio Iglesias, Miguel Bosé, Ana Torroja y Chenoa, entre otros destacados artistas nacionales.

### Semana Santa
La celebración de la Semana Santa de Ortigueira es la más importante de la comarca del Ortegal y una de las más destacadas del norte de Galicia, si bien no está a la altura de otras mucho más famosas como la Semana Santa de Ferrol o la de Vivero.[cita requerida] Está organizada por la Cofradía Virgen de los Dolores y del Nazareno y su acto principal es la procesión Vía Crucis del Nazareno

En los últimos años suele comenzar con la lectura de un pregón durante el fin de semana previo e incluye diversos actos culturales, como conferencias y conciertos corales, con la participación de la Banda de Música de Ortigueria y la Coral Polifónica de Ortigueira.

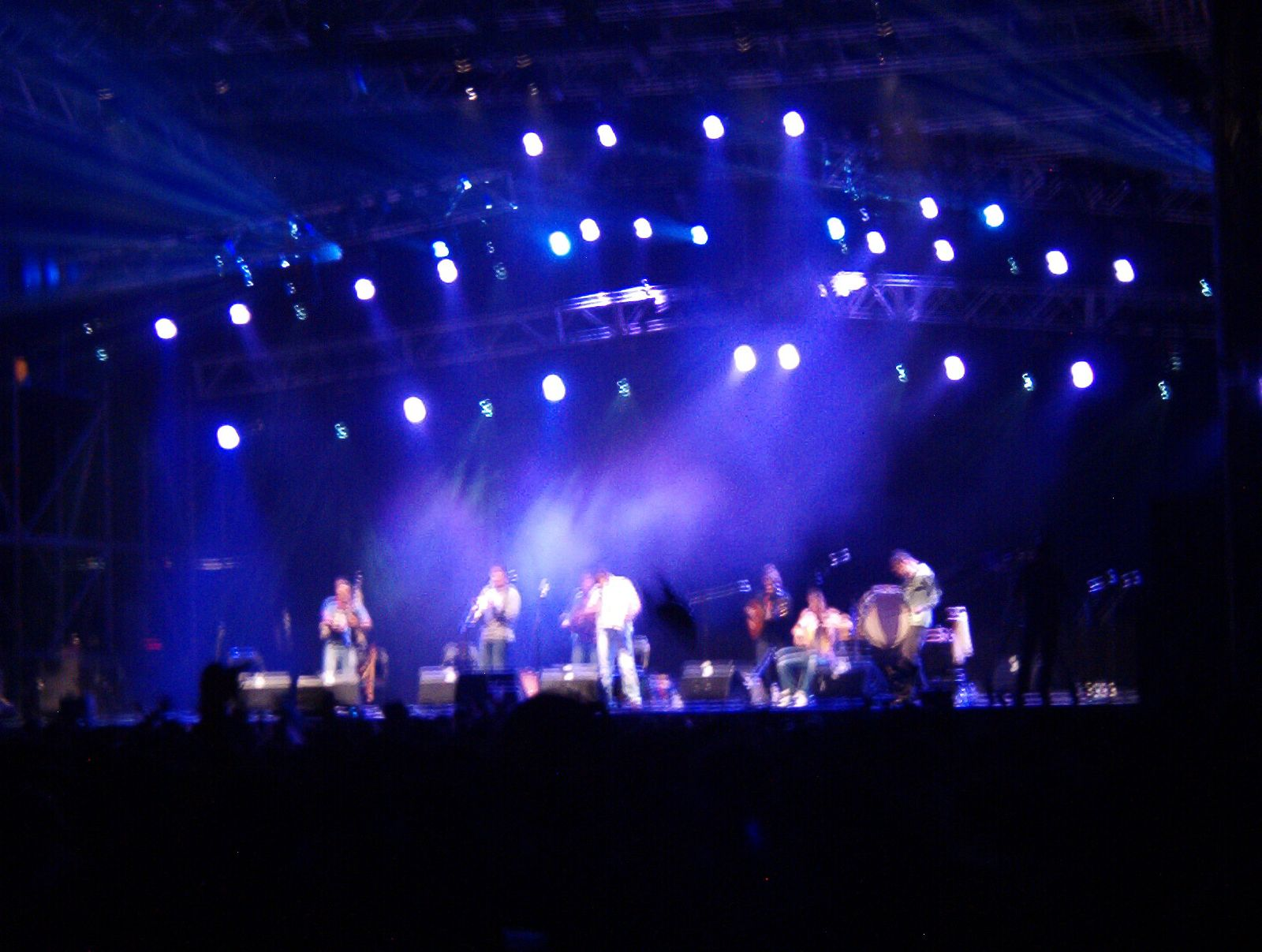
Concierto
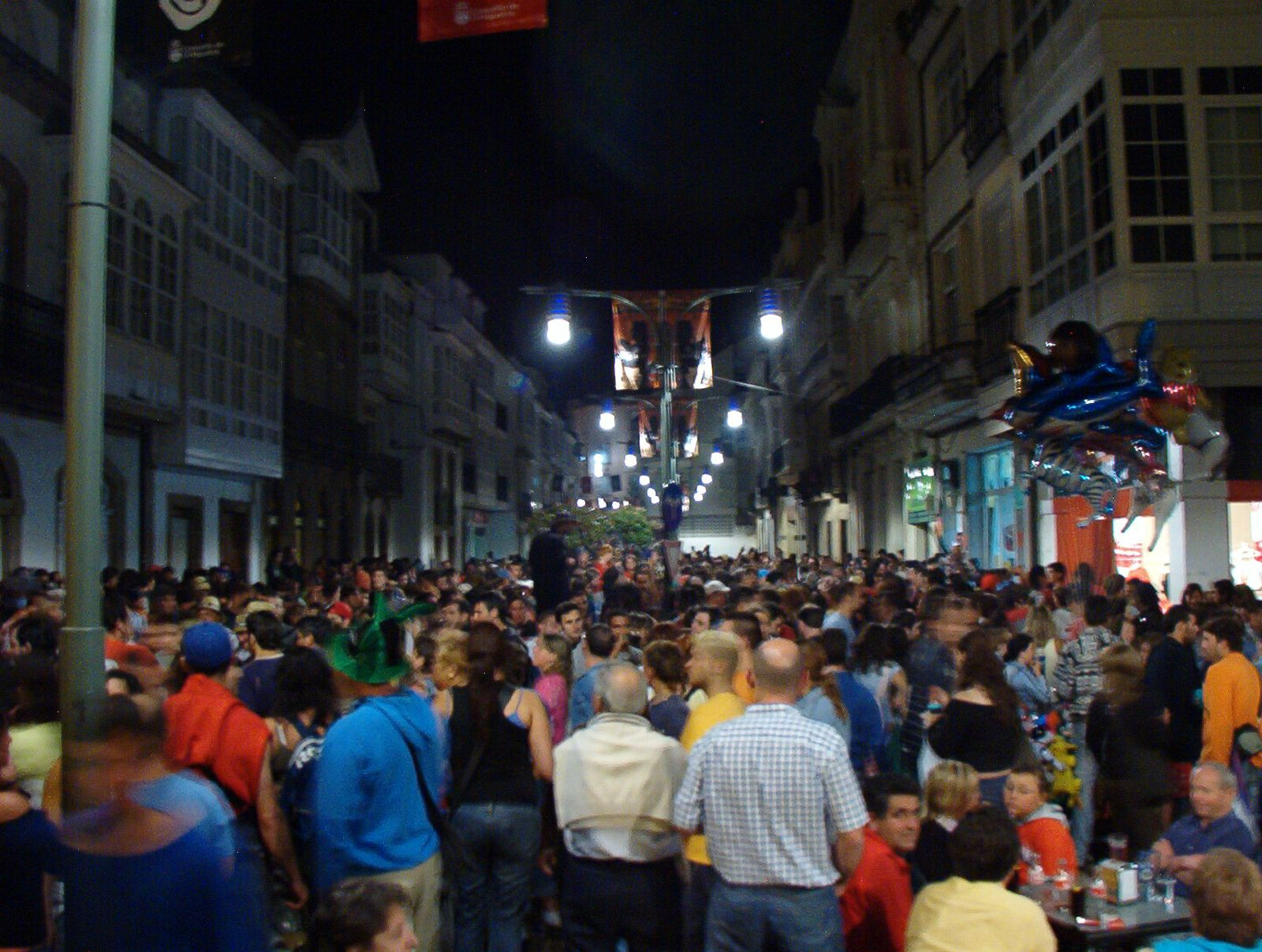
Ambiente festivo de las calles
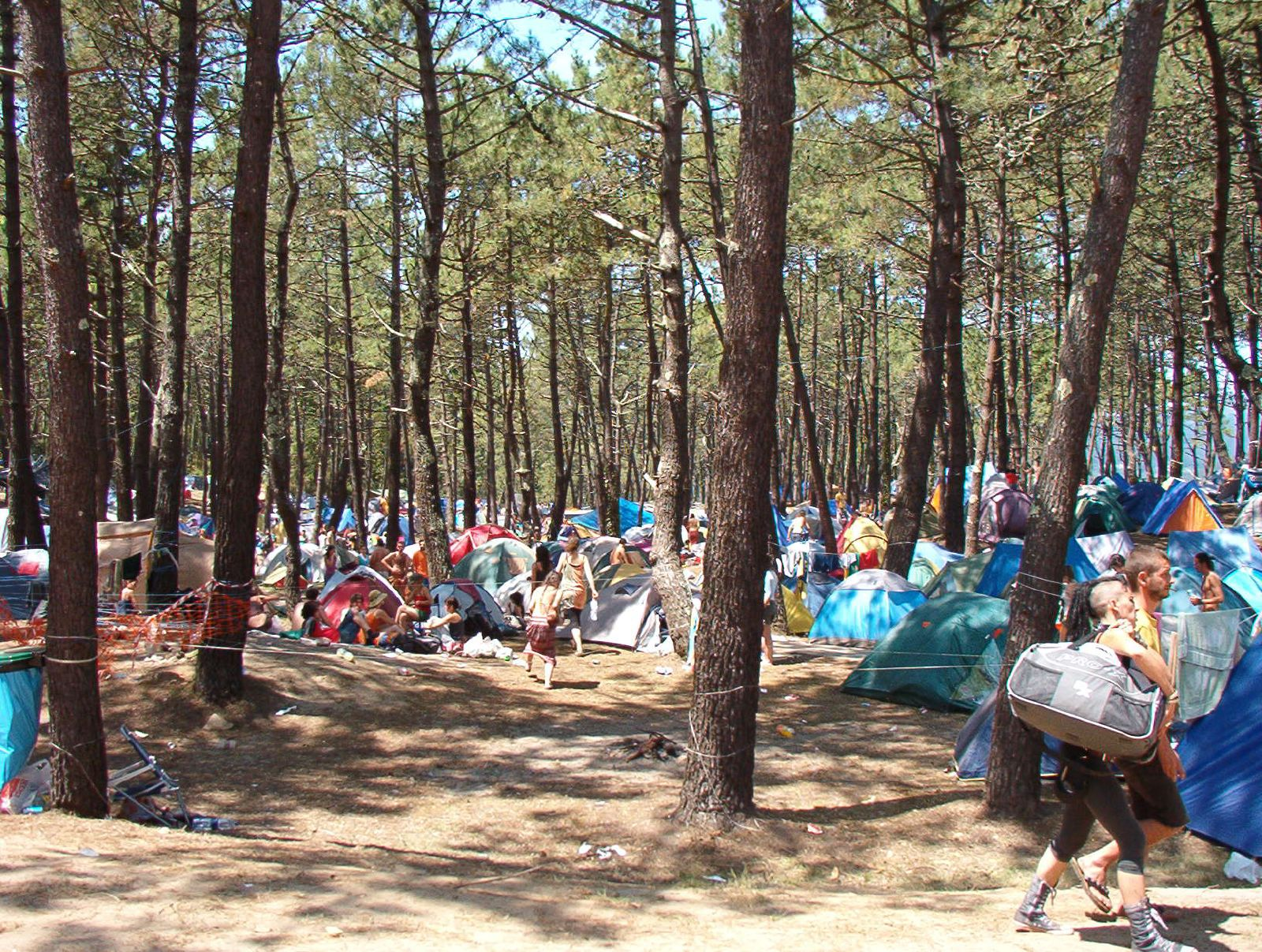
Zona de acampada en el pinar de la playa de Ortigueira
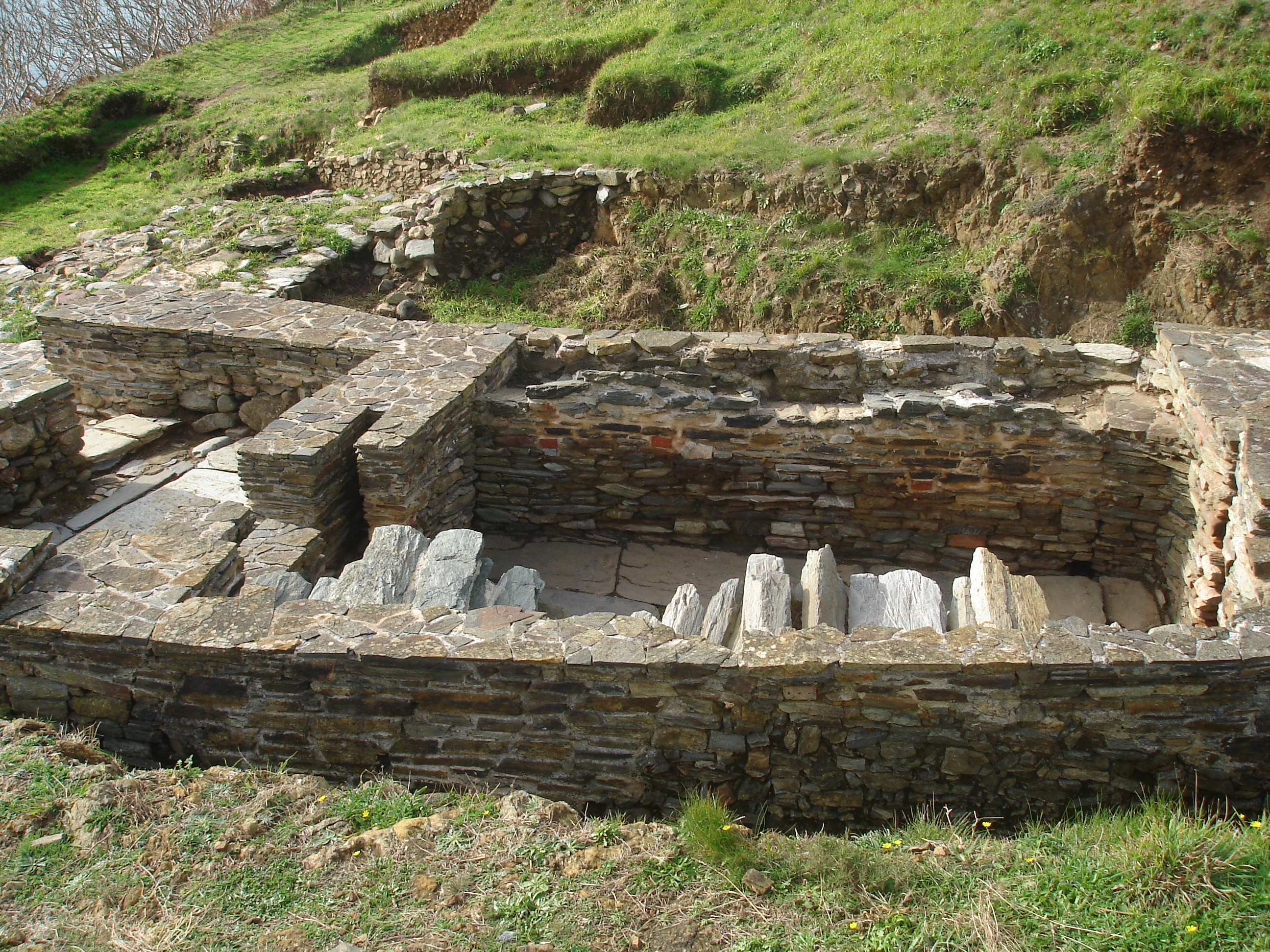
Castro de Punta dos Prados

## Transportes y comunicaciones

### Carreteras
| Identificador | Ruta | Destino                     |
| ------------- | --- | --------------------------- |
| AC-101        | Ortigueira - Cuiña - Puentes de García Rodríguez                                                        | Puentes de García Rodríguez |
| AC-862        | Ferrol - Narón - San Saturnino - Moeche - Felgosas (Cerdido) - Campo do Hospital (Cedeira) - Ortigueira | LU-862 Provincia de Lugo    |

### Ferrocarril
Atraviesa todo el término municipal la línea de la red de ancho métrico de Adif, que nace en Ferrol y que tiene como destino la estación de Gijón-Sanz Crespo. Esta se encuentra servida por la línea de cercanías C-1 (antigua línea F-1 de FEVE y C-1f de Renfe Feve), que circula entre Ferrol y Ortigueira, así como por servicios regionales de la línea R-1f entre Ferrol y Oviedo, así como servicios parciales entre Ferrol y Ribadeo denominados como R1a. Todos estos servicios ferroviarios son operados por Renfe Cercanías AM, heredera de los servicios de pasajeros de la extinta FEVE.
Gracias a dicha línea ferroviaria, tanto la villa de Santa Marta de Ortigueira, como muchas de sus parroquias, cuentan con comunicación directa con ciudades como Ferrol, Vivero, Ribadeo, Luarca, Pravia, Oviedo y Gijón.
Éstas son las posibles relaciones ferroviarias con que cuenta Ortigueira:

#### Cercanías (Renfe Cercanías AM)
| Línea | Origen/Destino | Paradas intermedias | Destino/Origen |
| --- | -------------- | --- | -------------- |
| | Ferrol         | San Xoán · Virxe do Mar · Santa Cecilia · Alto del Castaño · Piñeiros · Ponto · Jubia · Ferrerías · Sedes · Pedroso · San Saturnino · Lamas · Apalla · Moeche · Labacengos · Entrambasrías · Cerdido · Cuqueira · Santa María de Mera · Ponte de Mera · San Claudio · Senra | Ortigueira     |
| NOTA: No todos los servicios ferroviarios de la línea realizan el recorrido completo entre Ferrol y Ortigueira, indicándose en negrita las paradas que actúan como cabecera de línea en función del horario del servicio. |                | |                |

#### Regional (Renfe Cercanías AM)
| Línea | Origen/Destino | Paradas intermedias | Destino/Origen |
| ----- | -------------- | --- | -------------- |
|       | Ferrol         | San Xoán · Virxe do Mar · Santa Cecilia · Alto del Castaño · Piñeiros · Ponto · Jubia · Ferrerías · Sedes · Pedroso · San Saturnino · Lamas · Apalla · Moeche · Labacengos · Entrambasrías · Cerdido · Cuqueira · Santa María de Mera · Ponte de Mera · San Claudio · Senra · Ortigueira · Espasante · Loiba · Barquero · Vicedo · Mosende · Folgueiro · Covas · Vivero · Vivero-Apeadero · Juances · Jove-Pueblo · Jove · Lago · Bidueiros · San Ciprián · Madeiro · Burela · Cangas de Foz · Nois · Fazouro · Marzán · Foz · Barreiros · Reinante · Esteiro · Os Castros · Rinlo · Ribadeo · Vegadeo-Pueblo · Vilavedelle · Castropol · Las Campas · Tol · Tapia de Casariego · La Caridad · Cartavio · Loza · Medal · Navia · Piñera-Villaoril · Villapedre · Otur · Luarca · Barcia · Canero · San Cristóbal · Cadavedo · Tablizo · Ballota · Santa Marina · Novellana · Valdredo · Soto de Luiña · San Cosme · San Martín de Luiña · La Magdalena · Villademar · Cudillero · El Pito-Piñera · Muros de Nalón · Los Cabos · Santianes · Pravia · Beifar · San Román · Aces · Sandiche · Grado · Peñaflor de Grado · Vega de Anzo · Santa María de Grado · Trubia · Soto Udrión · San Pedro · San Claudio · Las Mazas · Las Campas · Argañosa · Vallobín | Oviedo         |